# Manuel de Sandoval y Cútoli
Manuel de Sandoval y Cútoli (1 de enero de 1874-12 de octubre de 1932) fue un destacado poeta, catedrático y académico de la RAE.

## Biografía
Nació en Madrid, el 1 de enero de 1874. Su madre falleció pocos días después y su padre se casó, cinco años más tarde, con su cuñada, con la que tuvo tres hijos más.
Compaginó sus estudios de Derecho y Literatura con la poesía, y a los 21 años publicó su primer libro de poemas Prometeo. Se recibió como Licenciado en Derecho y Catedrático de Lengua y Literatura Española, trabajó como profesor en varios institutos de Teruel, Soria y Burgos.
En 1905, entró a trabajar en el Instituto Provincial de Córdoba, como Profesor de Literatura Preceptiva. Allí permaneció quince años. En 1906 fue nombrado Académico de la Real Academia de Ciencias, Bellas Letras y Nobles Artes de Córdoba, y en 1909, director de la misma.
En 1907, fue nombrado Académico Correspondiente de la Real Academia Española en Córdoba, y en 1919 Académico Numerario, ocupando el sillón T.
En 1920 se trasladó a Toledo, donde ocupa la Cátedra de Historia de la Lengua y Literatura Castellana.
En 1930 obtuvo la cátedra de Literatura Española en el Instituto Cardenal Cisneros, Madrid.
Falleció el 12 de octubre de 1932 y fue enterrado en el panteón familiar de Torrejón de Ardoz.

## Obras
- 1895: Prometeo
- 1904: Aves de paso
- 1909: Cancionero
- 1911: Musa castellana
- 1912: De mi cercado (Premio Fastenrath de la RAE)
- 1915: Renacimiento
- 1916: El abogado del diablo
- 1920: Poesías escogidas
- 1925: Aún hay sol

| Predecesor: Eduardo de Hinojosa y Naveros | Académico de la Real Academia Española Silla T 1920-1932 | Sucesor: Miguel de Unamuno |